# Royal Harare Golf Club
De Royal Harare Golf Club - oorspronkelijk opgericht als de Salisbury Golf Club - is een golfclub in Harare, Zimbabwe en werd opgericht in 1898. Het is een 18-holes golfbaan met een par van 72.
Deze golfclub is na de Bulawayo Golf Club, dat opgericht werd in 1895, de op een na oudste golfclub in Zimbabwe.
In 1984 ontving de golfclub met het Zimbabwe Open, hun eerste grote golftoernooi. In de jaren 90 zorgde de Amerikaanse golfbaanarchitect, Steve Smyers, ervoor dat de golfbaan geüpgraded werd.

## Golftoernooien
- Zimbabwe Open: 1984-1989, 1992, 1994-95, 1998, 2000-2001 en 2010-heden